# پلامستد، نیوجرسی
پلامستد (به انگلیسی: Plumsted Township) شهری در ایالت نیوجرسی کشور ایالات متحده آمریکا است که جمعیت آن در سرشماری سال ۲۰۱۰ میلادی، ۸٬۴۲۱ نفر بوده‌است.